# Lothar von Trotha
Adrian Dietrich Lothar von Trotha (Magdeburg, 3 de juliol de 1848 - Bonn, 31 de març de 1920) va ser un comandant militar alemany. Von Trotha va encarregar-se d'inscriure el seu nom en les pàgines més ignominioses de la història per la seva infame conducta en les matances dels hereros pel domini de les terres productives a l'antiga Àfrica del Sud-oest Alemanya. Va organitzar la campanya militar que va conduir a la gairebé exterminació del poble herero i poble namaqua en l'anomenat Genocidi herero i namaqua (1904).

## Origen, matrimoni i ingrés a l'exèrcit
Nascut a Magdeburg, capital de la província alemanya de Saxònia Va casar-se amb Bertha Neumann (1850-1905) el 15 d'octubre de 1872 amb qui va tenir dos fills. El 1912 va tornar a casar-se amb Lucy Goldstein-Brinckmann (1881-1958). El 1865 va entrar en l'exèrcit prussià. Va lluitar en les guerres austroprussiana i francoprussiana, per la qual cosa se li va concedir la Creu de Ferro de 2a classe. Va continuar l'ascens en l'escalafó militar prussià.

Proposta de bandera de l'Àfrica del Sud-oest Alemanya.

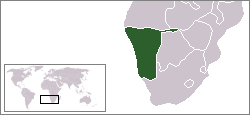
Ubicació de l'Àfrica del Sud-oest Alemanya, a l'actual territori de Namíbia.

## Carrera militar; Xina i la seva arribada a Àfrica
El 1894, Trotha va ser nomenat comandant de la força colonial alemanya a l'Àfrica Oriental Alemanya, per reprimir les rebel·lions natives contra la dominació colonial alemanya. El 27 de gener de 1900 va ser promogug general-major. Va realitzar grans proeses com a comandant de la Brigada de l'Expedició del Cos Militar Alemany d'Àsia oriental a la Xina Imperial durant la guerra dels Bòxers d'agost 1901 al gener 1902. Per tant, no era una sorpresa el que anés nomenat comandant en cap de l'Àfrica Sud Occidental Alemanya el 3 de maig de 1904; data a partir de la qual es va abocar a aixafar la insurrecció dels pobles originaris herero, amos fins aquells dies de les millors terres arables.

## Campanyes a Àfrica
Trotha va arribar a Namíbia l'11 de juny de 1904, quan la guerra contra els herero ja portava cinc mesos. El comando alemany fins a aquest moment no havia tingut molt èxit contra les tàctiques guerrilleres dels hereros. Inicialment, l'exèrcit alemany es va veure danyat pel conflicte.

### Campanya contra els herero
A l'octubre de 1904, von Trotha va idear un nou pla de batalla per posar fi als aixecaments. En la batalla de Waterberg, va emetre l'ordre d'envoltar als hereros per tres flancs de manera que l'única via de fuita fos l'àrid erm del desert d'Omaheke, secció occidental del desert de Kalahari. Els herero van fugir al desert i Trotha va ordenar a les seves tropes enverinar tots els pous d'aigua visible; i aixecar llocs de guàrdia al llarg d'una línia de 150 milles i disparar a matar contra qualsevol herero, sense importar que fos home, dona o nen, que intentés escapar. Per tant, els hereros es van veure obligats a romandre al desert, on molts van morir de set. Per deixar en clar la seva actitud pel que fa als hereros, Trotha va ordenar el Vernichtungsbefehl (ordre d'extermini): «Dins de les fronteres alemanyes, s'executarà a tirs tot herero, ja sigui armat o desarmat, amb bestiar o sense. No se li permetrà el pas ni a dones ni a nens als quals s'obligarà a tornar al seu poble; en cas contrari s'haurà d'emprendre-la a tirs contra ells».
El mateix Von Trotha va parlar de la seva política més tard: «La meva política és exercir la violència per tots els mitjans possibles, fins i tot amb terror. Destrueixo les tribus africanes mitjançant un corrent de sang i diners. Només quan aquesta neteja hagi acabat podrà sorgir quelcom nou que pugui quedar-se». Va organitzar l'assassinat d'uns 80.000 Herero i 10.000 Nama.

#### Declaració contra els hereros
Von Trotha va emetre en la seva campanya la següent declaració en nom del kàiser Guillem II: 
| « | La nació herero ha d'abandonar el país, i si no ho fa, l'obligaré per la força. Tot herero que es trobi dins de territori alemany, armat o desarmat, amb bestiar o sense serà afusellat. No es permetrà que romanguin en el territori dones o nens, i se'ls expulsarà perquè s'uneixin al seu poble o seran passats per les armes. Aquestes són les últimes paraules que dirigiré a la nació herero, com a il·lustre general del poderós Emperador d'Alemanya. | » |

### Campanya contra els nama o namaqua
Una vegada sotmesos els herero, les tropes de von Trotha van atacar al poble nama o namaqua. El 22 d'abril de 1905, va enviar un missatge als nama, convidant-los a rendir-se, posant com a exemple el destí dels herero. Aproximadament 10.000 nama van morir durant els combats, i els restants 9000 van ser confinats en camps de concentració.

## Mort i llegat de Von Trotha

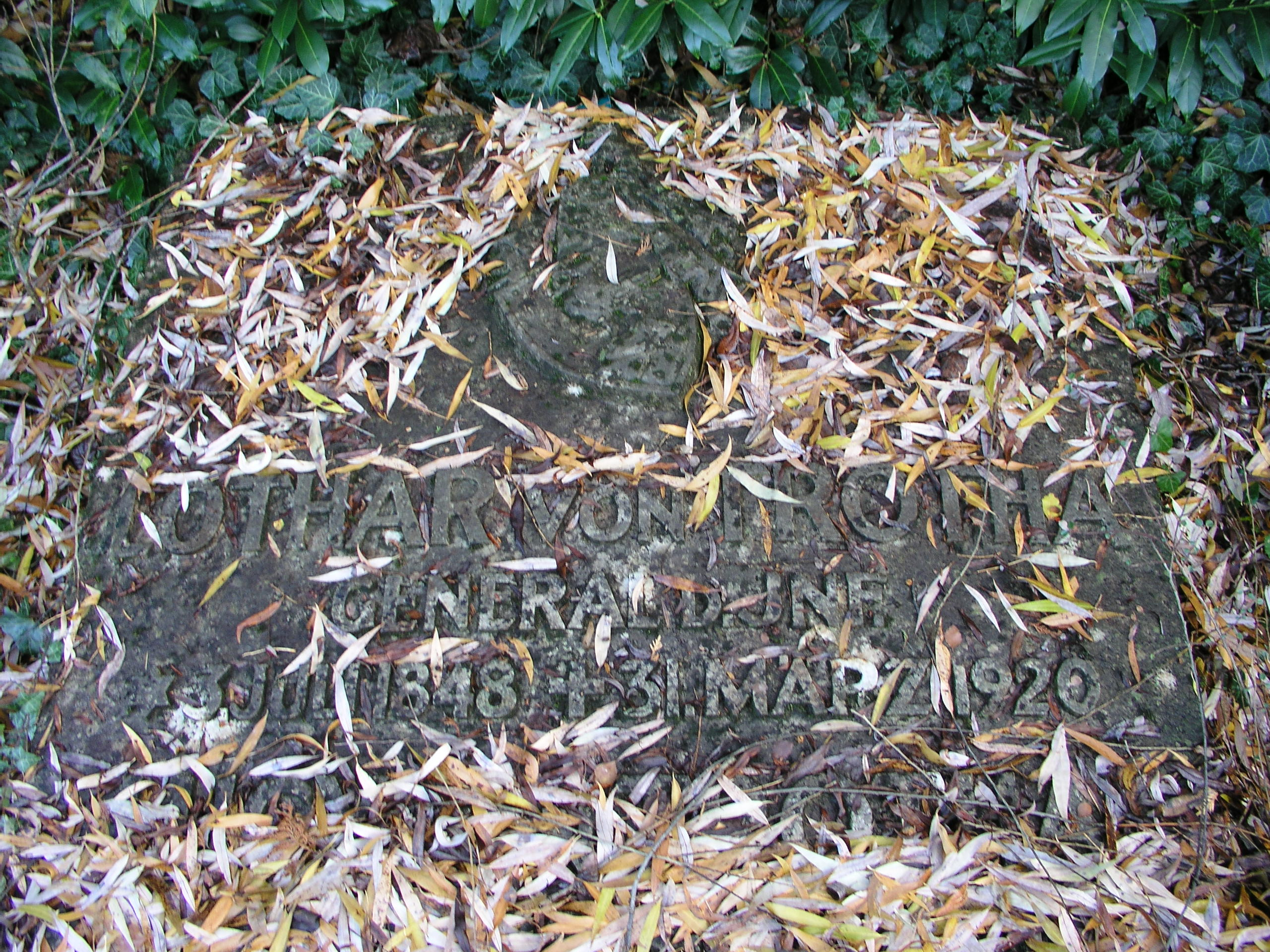
Tomba de von Trotha al cementiri de Bonn.

El 19 de novembre de 1905, von Trotha va tornar a Alemanya i va ser nomenat general d'infanteria el 1910. Va morir de febre tifoidea el 31 de març de 1920 a Bonn.
El 16 d'agost de 2004, el govern del canceller alemany Gerhard Schröder va oferir oficialment disculpes per les atrocitats comeses durant la colonització alemanya de Namíbia i reconèixer que les exaccions de la Schutztruppe sota von Trotha eren un genocidi.
«Nosaltres els alemanys acceptem la nostra responsabilitat històrica i moral, i la culpa per les atrocitats efectuades pels alemanys en aquell moment»; va dir Heidemarie Wieczorek-Zeul, assistent del Ministre de Desenvolupament alemany. A més, va admetre que les massacres van ser un acte de genocidi. Per aquestes declaracions no oficialitzades per l'estat alemany, Wieczorek-Zeul va haver de renunciar al seu càrrec al ministeri. La República Federal Alemanya mai va reconèixer oficialment i en forma directa el genocidi herero i namaqua a l'actual Namíbia. Els dos països han tingut en general una bona relació des de llavors. Alemanya pretén que l'indemnització ja s'ha fet amb la «generosa» ajuda al desenvolupament de Namíbia. Encara el 2004 encara va refusar qualsevol indemnització dels descendents de les víctimes. El govern de Namíbia és reticent per una retribució que es limités als sols Herero i Nama.
Els descendents de Von Trotha i la resta de la família Von Trotha van viatjar a Omaruru l'octubre de 2007 per invitació dels caps herero; allí es van disculpar públicament per les accions comeses per la seva família en el passat. Wolf-Thilo von Trotha, un membre de la família, va dir: «Nosaltres, la família von Trotha, estem profundament avergonyits dels terribles esdeveniments que van tenir lloc fa cent anys; temps en què els drets humans van ser violats impunement».